# La Feria de Chapultepec
La Feria de Chapultepec fue un parque de diversiones localizado en la Segunda Sección del Bosque de Chapultepec en la Ciudad de México.

## Historia
La Feria fue un Proyecto generado por el Departamento del Distrito Federal, inaugurada el 24 de octubre de 1964 como uno de los primeros parques de atracciones en México, bajo el nombre de Juegos Mecánicos de Chapultepec, por el presidente Adolfo López Mateos y el Regente capitalino Ernesto P. Uruchurtu, con un total de 14 atracciones, y la primera en servicio fue la famosa Montaña Rusa.
En 1993, después de una licitación, el parque de atracciones se concesiona al Grupo Empresarial Chapultepec, S.A. de C.V., comprometidos a reabrir el parque en tan solo 100 días. En ese tiempo y con una gran inversión, se realizó una modernización y reestructuración completa del parque, añadiendo 43 atracciones más, dando un total de 56.
En ese año se remodeló Montaña Rusa con la participación de 239 personas, 175 para pintarla en un tiempo aproximado de 1.080 horas y con un total de 40.000 litros de pintura; los 55 restantes se ocuparon de la remodelación y de las pruebas y ajustes del sistema computarizado. También se reinauguró Casona del Terror, aumentando el doble de su tamaño y agregando nuevos escenarios.
En 1993, Corporación Interamericana de Entretenimiento (CIE) concesiona el parque e inició una serie de ajustes y ahí fue cuando cambió el nombre a La Feria de Chapultepec Mágico.
El 14 de diciembre de 1993, el presidente de la República licenciado Carlos Salinas de Gortari inaugura oficialmente La Feria de Chapultepec Mágico, que hasta la fecha de su clausura,continuaba siendo uno de los parques de atracciones exitosos de Latinoamérica, logrando cifras récord de hasta 3 millones de visitantes en ese año, obteniendo el puesto número 1 de visitantes en un parque de atracciones a nivel latinoamericano.
Entre los años 2000 y 2008 se incorporaron nuevas atracciones, así como espectáculos novedosos dentro del entretenimiento.
Una de sus máximas incorporaciones ha sido Montaña Infinitum (actualmente Quimera), ya que cuenta con tres giros de 360°, de ahí su antiguo nombre, y 35 metros de altura. Al mismo tiempo, se inauguraron atracciones como Cóndor y Power Tower (actualmente Torre Pepsi).
En 2009, Grupo Entrete-parq, compañìa mexicana dedicada al entretenimiento, concesiona La Feria de Chapultepec Mágico en la Ciudad de México y Selva Mágica en Guadalajara, administrándola desde entonces. Seis años más tarde, en 2015, cambia de propietario de Entrete-parq a Ventura Entertainment, invirtiendo un millón de pesos en mantenimiento correctivo y preventivo de las atracciones, y retocando pinturas en atracciones infantiles.
El 13 de octubre de 2019, La Feria de Chapultepec anunció en su sitio web oficial la revocación del permiso que permitía a Operadora de Desarrollo Humano Chapultepec, S.A. de C.V. operar el parque, esto como consecuencia del accidente ocurrido el 28 de septiembre de 2019 que provocó la muerte de 2 personas y otras 2 más que resultaron gravemente heridas por el descarrilamiento de uno de los vagones del juego mecánico Quimera.
El 19 de julio de 2021, Claudia Sheinbaum –Jefa de Gobierno de la CDMX– anunció que, con una inversión de 3.639 millones de pesos, iniciaba la construcción de Aztlán, un parque temático urbano que sustituirá a La Feria de Chapultepec. El 8 de abril de 2022, comenzó el desmantelamiento de la icónica montaña rusa.

## Atracciones

### Montaña Rusa

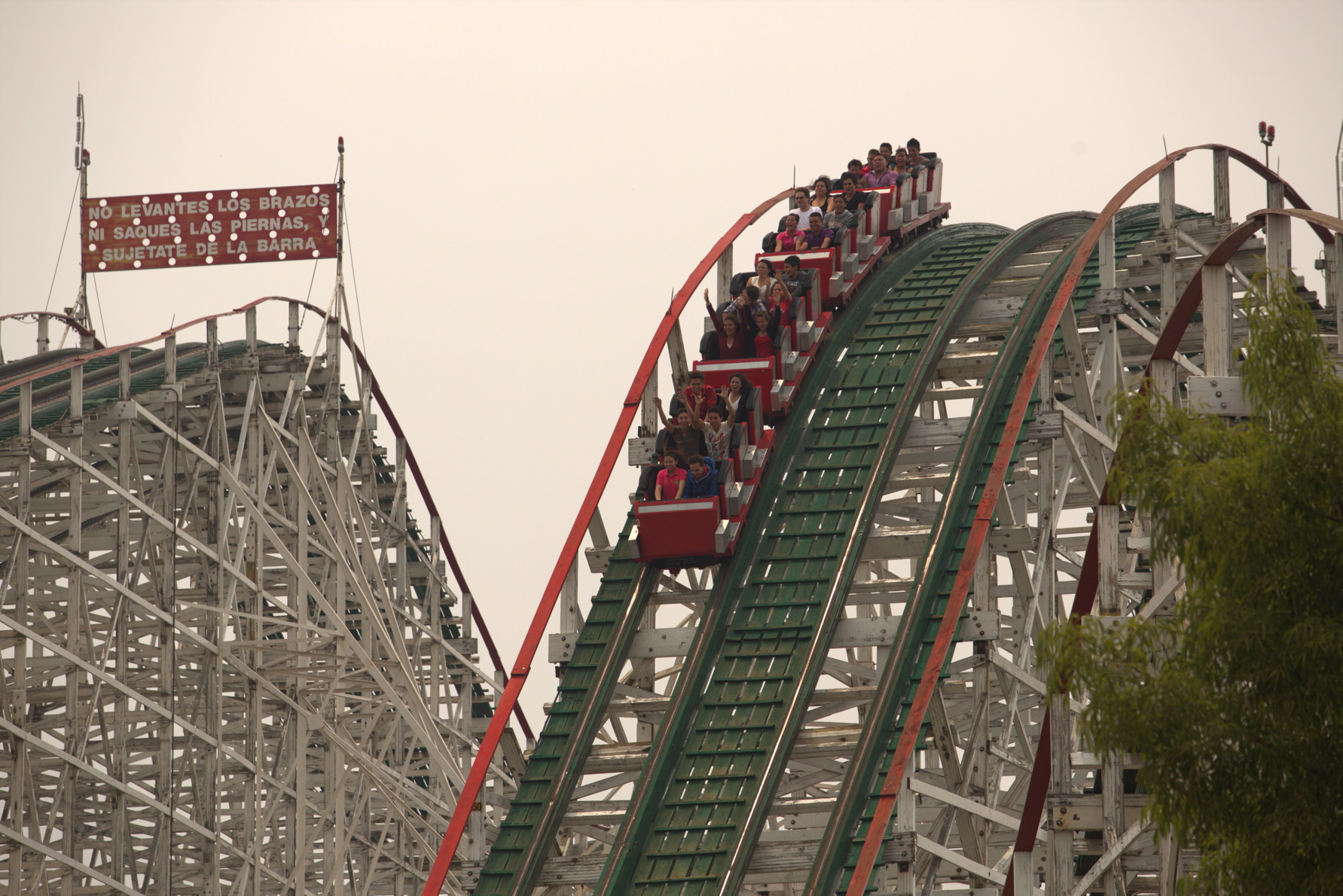
Montaña Rusa. La atracción emblemática de La Feria de Chapultepec.

Montaña Rusa es la atracción más tradicional y emblemática dentro de La Feria. Fue construida en 1964, siendo la montaña rusa de madera más grande en toda América Latina hasta ese momento. Actualmente, Montaña Rusa está dentro de las 20 clásicas de madera en todo el mundo y es una de las pocas alrededor del mundo de tipo Möebius o Dueling. En 1993, el nombre de la montaña rusa fue cambiado a "Serpiente de Fuego",  y fue pintada con nuevos colores: verde, blanco y rojo; sin embargo, el cambio fue mal recibido y antes de que terminara el año, se decidió que seguiría llamándose "Montaña Rusa", aunque los colores alusivos se mantuvieron iguales. Esta atracción es la favorita de los visitantes de La Feria.

### Casona del Terror
Casona del Terror es otro de los favoritos de La Feria. Fue inaugurada en 1964 y tenía un sistema de góndolas sobre un raíl, el cual no se detenía durante todo el recorrido. En 1993 se remodeló, aumentando su tamaño al doble e incluyendo más escenarios, y a partir de ahí el recorrido empezó a ser a pie. Alrededor de 30 personas caracterizadas de diablos, zombis, monstruos y demás personajes terroríficos, hacen que tu trayecto dentro de estos dos pisos llenos de terror, sea inolvidable y que cada vez sea diferente. Fue la pionera en implementar los "festivales de terror" en los parques de atracciones en México.  

### Quimera

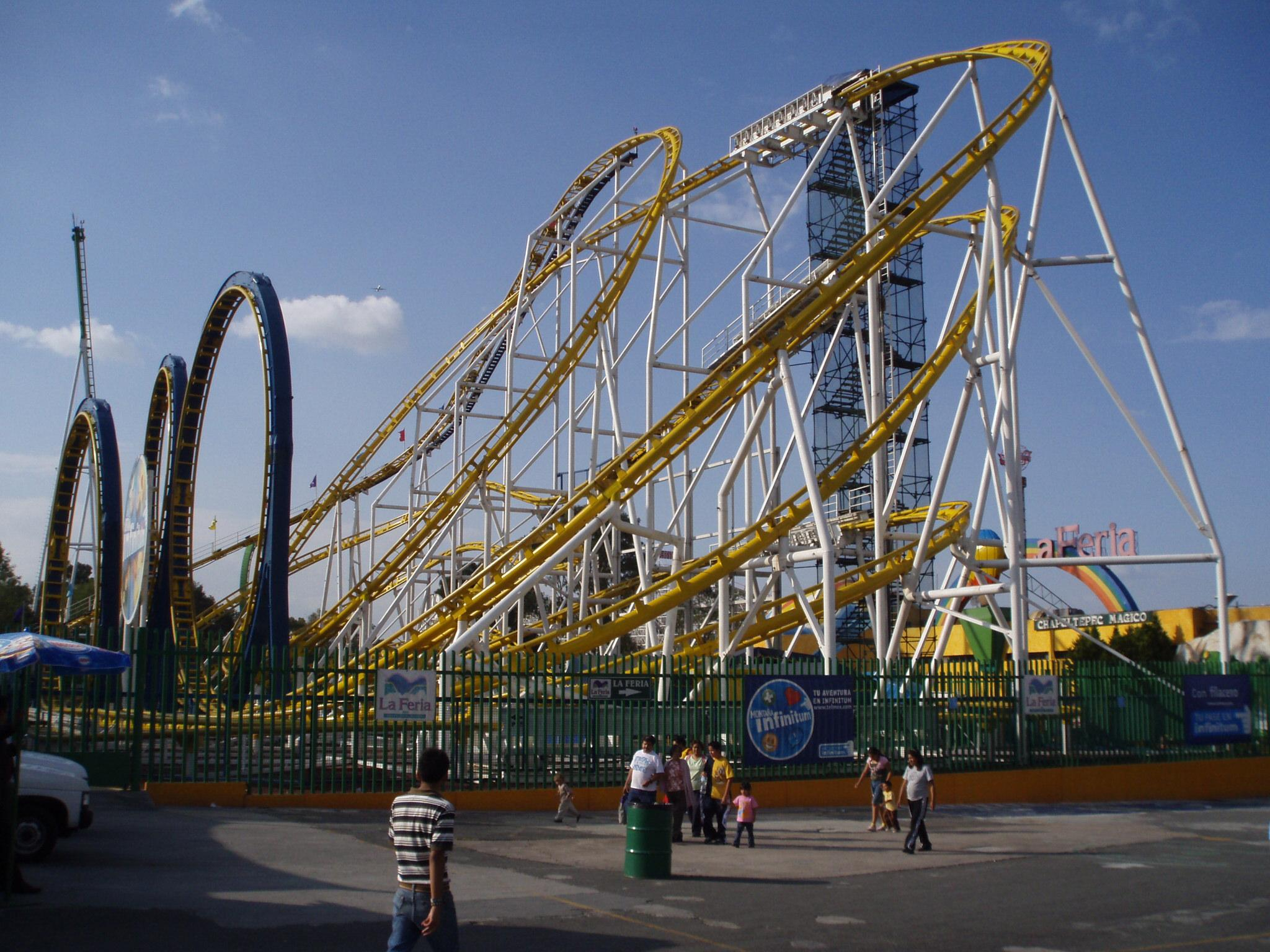
Montaña Infinitum (Quimera) en 2008

Esta roller coaster, era la segunda más larga en el parque y se incorporó a La Feria en marzo de 2007, en su inauguración llevaba por nombre "Montaña Infinitum", tiempo después se rebautizó "Montaña Triple Loop" y posteriormente pasó a ser "Quimera". Era uno de los favoritos dentro de La Feria, aunque sin duda su mayor atractivo era que contaba con inversiones, o 3 loops (vueltas de 360 grados que ponía de cabeza a los pasajeros), y sus caídas vertiginosas.

### Otras atracciones
| Nombre             | Descripción |
| ------------------ | --- |
| Akron Racing Karts | La cásica carrera de Karts. En esta pista los pasajeros conducen Karts para competir entre ellos mismos.                                                            |
| Batidora           | Un juego con góndolas en forma de batidora, que hace movimientos circulares.                                                                                        |
| Carros Chocones    | El clásico juego donde los conductores suben en cochecitos e intentan chocar y esquivarse unos a otros.                                                             |
| Cóndor             | Se trata de una estructura con 4 discos de 7 góndolas cada uno que giran y se elevan por una torre de 29 metros de altura.                                          |
| Martillo           | Una pequeña atracción pendular que pone de cabeza a los pasajeros.                                                                                                  |
| Nao de China       | Con similitud a "Martillo", esta atracción es mucho más grande y tiene forma de barco. Da giros de 360 grados poniendo de cabeza a sus pasajeros a una gran altura. |
| Sombrillas         | Las góndolas en esta atracción se elevan por un mecanismo hidráulico que inclina la estructura giratoria en un ángulo de 45° generando pequeños airtimes.           |
| Trabant            | Un juego clásico de las ferias tradicionales. Consiste en una góndola giratoria con movimientos "ondulantes".                                                       |
| Tren del Amor      | Es un tren con muchos carritos, que recorre un circuito circular con desniveles. Suele ir acompañado de música.                                                     |

### Familiares
Bomberos, Cabaña Chueca, Carrousel Musical, Castillo de Cristal, Eurobungy, Juegos de Destreza, Julio Verne, Simulador Iwerks, Tren Expresso, Troncos.

### Infantiles
Barón Rojo, Batimóvil, Burbujas, Castillo Feliz, Dakkar, Emergencia 911, Fantasía, Formula K, Galeones Vikingos, Globos de Cantoya, Inflable I, La Cola de Chester Cheetos, Laberinto, Látigo Infantil, Mini Chocones, Minirueda, Monorriel, Payaso Loco, Puente Mezcala, Sillas Voladoras, Supersónicos, Tamborcitos, Tazas Locas, Topolinos, Tren Espacial, Tren Río Grande.

## Datos técnicos de las principales atracciones
| Nombre            | Apertura | Material y Tipo                | Fabricante                        | Altura | Velocidad          | Longitud | Notas |
| ----------------- | -------- | ------------------------------ | --------------------------------- | ------ | ------------------ | -------- | --- |
| Montaña Rusa      | 1964     | Madera / Moebius, Dueling      | National Amusement Device Company | 33.5 m | 85.0 km/h          | 1219.2 m | Esta es una montaña rusa "Mobius", la cual tiene una pista continua, por lo que cuando el tren recorre por el lado izquierdo, regresará por el derecho y viceversa. La longitud de la pista continua realmente sería de 2438.4 m. Tuvo una remodelación importante a partir de 1987. |
| Quimera           | 2007     | Acero / Desarmable             | Schwarzkopf Industries GmbH       | 33.8 m | 85.3 km/h          | 1049.7 m | Fue la primera montaña rusa del mundo en contar con 3 inversiones. Fue inaugurada inicialmente en 1984, con el nombre original "Dreier Lopping" en el festival Schützenfest en la ciudad de Hannover, Lower Saxony en Alemania y operó después en ferias ambulantes. Posteriormente y luego de otras adquisiciones previas por otros dos parques, fue comprada por La Feria de Chapultepec en 2007.                                                                                                  |
| Cascabel 2.0      | 1994     | Acero / Shuttle Loop, Flywheel | Schwarzkopf Industries GmbH       | 42.0 m | 96.6 km/h          | 258.8 m  | Se caracteriza por tener un tren que es lanzado a una velocidad de entre 85 y 97 km / h, antes de pasar a través de un loop y subir por una pendiente de 42 m con un ángulo de 70 °. Una vez que el impulso del tren se agota y llega a su máxima altura, hace el recorrido hacia atrás, atraviesa la estación y sube otra empinada pendiente de 70 ° que se eleva a 32 m de altura, para finalmente dejarse caer como en la primera pendiente y se detiene por el sistema de frenos en la estación. |
| Ratón Loco        | 1999     | Acero / Spinning Coaster       | Reverchon                         | 13.0 m | 46.8 km/h          | 420.0 m  | Su peculiaridad principal es que cuenta con vagones individuales que puede llevar hasta 4 personas cada uno, y en determinado momento éstos giran repentinamente durante el recorrido que cuenta con curvas cerradas y abruptas. El Ratón Loco se ubicaba originalmente donde se ensambló la Montaña Infinitum (Quimera). Después se trasladó al otro extremo del parque detrás de Montañá Rusa, sobre un costado adyacente a la autopista Periférico.                                               |
| Torbellino        | 2005     | Acero / Flat                   | Zamperla                          | 20.5 m | 40.2 km/h , 14 rpm | 18.5 m   | Es una versión moderna del popular juego "Enterprise". Una góndola que da vueltas a gran velocidad, y que se inclina hasta ponerse totalmente vertical, dejando de cabeza a los pasajeros con una sensación "anti gravedad". |
| Torre Pepsi       |          |                                |                                   | 50 m   | 30 km/h            | 50 m     | Se trata de una torre con una góndola que se elevaba hasta su punto más alto para al final dejar en caída libre a los pasajeros. Anteriormente tenía el nombre de "Coca-Cola Power Tower" |
| Casona del Terror |          |                                |                                   |        |                    |          | Ha sido utilizada para diferentes temporadas "de terror" durante fechas de Día de Muertos y Halloween, en los que se lleva a cabo festivales cómo "Invasión Zombie", o "Invasión del horror y noches de pánico" en los que se crea un recorrido único y especial para la ocasión y las instalaciones se tematizan de manera que sea una experiencia totalmente nueva y diferente al recorrido tradicional.                                                                                           |

## Temporadas y espectáculos
A lo largo de cada año, La Feria de Chapultepec ofrecía diferentes atracciones dependiendo de la temporalidad. Durante los meses de octubre y noviembre La Feria de Chapultepec iniciaba la temporada de terror, utilizando esta temática en ambientación y shows para toda la familia. Por ejemplo, en 2013 se presentó “Invasión Zombie”, un concepto donde más de 60 actores caracterizados como zombis y personajes famosos interactuaban y asustaban a los visitantes; pero también había shows para toda la familia. De la misma forma, durante los meses de diciembre y parte de enero de cada año, inicia otra temporada, donde se ofrece una gran variedad de contenido, atracciones y shows con el concepto navideño y familiar. En 2014 dentro del parque se instaló una Zona de Nieve donde se encontraban atracciones como “La Batalla Glacial”, donde había "guerras" de nieve, “El tobogán helado”, un deslizador de 40 metros de largo y “Haz tu muñeco”, un área donde los visitantes podían crear su propio muñeco de nieve.

## Accidente

### 2019
La tarde del sábado 28 de septiembre de 2019, la montaña rusa “Quimera” sufrió un accidente donde perdieron la vida 2 personas (hombres) y otras 2 personas (mujeres) resultaron gravemente heridas al descarrilarse el último vagón del tren a una altura de aproximada de 10 metros. Las sobrevivientes fueron atendidas en el Hospital Ángeles Mocel. A partir de ese día, la Feria de Chapultepec permaneció cerrada en su totalidad de forma temporal mientras la Procuraduría General de Justicia de la Ciudad de México inició la investigación del caso, así lo informó el gobierno de la Ciudad de México y el alcalde de la alcaldía Miguel Hidalgo, Víctor Hugo Romo. Las primeras pruebas periciales desde el 29 de septiembre hasta el día 5 de octubre de 2019, según un vocero de la Procuraduría, Ulises Lara López, apuntaron que la causa del descarrilamiento fue debido a una falla mecánica, presuntamente por falta de mantenimiento, sin embargo hasta esa fecha esperaban que concluyeran los peritajes junto con los de instituciones internacionales especializadas en juegos mecánicos de alto riesgo, para definir con certeza lo ocurrido.
"Hay avances importantes, con el tema de expertos en juegos mecánicos, tenemos una primera parte de la investigación y estamos completando la carpeta”, y agregó que "esperaremos el resto de los peritajes para concluir de forma fehaciente si fue o no una falla mecánica" - Ulises Lara López. 
En una conferencia de prensa el 4 de octubre de 2019, Claudia Sheinbaum, jefa de gobierno de la Ciudad de México, comentó que "estaban analizando seriamente la posible revocación de la concesión y el PATR a la Feria de Chapultepec (Operadora de Desarrollo Humano Chapultepec S.A de C.V.) y de ser el caso, se haría una licitación internacional para encontrar a algún interesado en continuar la operación del parque temático".
El 10 de octubre se dio a conocer que las familias de los difuntos ya habían sido indemnizadas y los gastos médicos de las afectadas fueron cubiertos por la concesionaria en su totalidad.
El domingo 13 de octubre, el gobierno de la Ciudad de México, determinó cerrar definitivamente el parque, retirando la concesión a la Feria de Chapultepec. Claudia Sheinbaum habló del tema y afirmó que "no se trató de un accidente, y que lo ocurrido fue a causa de negligencia".

Al día siguiente, en un comunicado de prensa y según las investigaciones, se reveló el peritaje final de la Procuraduría, concluyendo que las causas del accidente fueron por falta de mantenimiento correctivo y preventivo, además de que el juego mecánico no estaba en condiciones de operar de forma segura, ya que operaba fuera de la normatividad establecida en su propio manual, normas oficiales mexicanas y norma técnica complementaria.
"Se encontraron daños en las diferentes secciones del juego: las vías presentaban tornillos rotos y daños en su estructura, vías con fisuras, fisuras en trucks, los tres loops requerían nivelación y el loop número 1 se movía demasiado, la tapa de sujeción del truck contaba con 3 tornillos, 1 de ellos diferente a los otros. También hallaron un fragmento de la barra de tracción sobre el piso de la balastra del juego mecánico, el cual al impactarse con la vía, se dañó y se desprendió de su posición. [...] El convoy del tren se encontró sin marca del fabricante ni número de serie visible, [...] habían fugas de aceite en equipos, [...] adicionalmente, las cintillas de los cinturones de seguridad estaban debilitados [...] y el display del operador presentaba fallas (que previamente habían sido reportadas).[...] Las condiciones que prevalecían originaron una vibración en todos los elementos que conforman el juego mecánico, lo que ocasionó que los tornillos salieran de su posición y provocaran que el truck derecho (elemento de sujeción del quinto vagón) saliera de su eje. Esta situación provocó que la cadena de tracción golpeara la unión de la vía, [...] y el tren, al continuar su recorrido sólo con el truck del lado izquierdo (sin el truck del lado derecho), llegó a un tramo de la vía en dónde cambia el ángulo de inclinación, lo que suscitó que el quinto vagón se descarrilara quedando suspendido en el aire. El tren se deslizó y frenó hacia la parte de baja del juego, momento en el que el quinto vagón golpeó con la estructura que soporta las vías, ocasionando que se desprendiera por completo del tren, girando sobre su propio eje y quedando en al forma en que se localizó el hecho." - Ulises Lara López.
Al término de la investigación, la Procuraduría General de Justicia de la Ciudad de México, busca imputar por homicidio y lesiones culposas a los responsables.